# Saison 2 des Simpson
Vous lisez un « bon article » labellisé en 2012.
Chronologie
Saison 1 Saison 3
La deuxième saison des Simpson est diffusée pour la première fois aux États-Unis par la Fox entre le 11 octobre 1990 et le 9 mai 1991. En France, elle a été diffusée du 16 mars 1991 au 27 août 1991. Elle a ensuite été rediffusée sur France 3 en 1994 puis sur W9, depuis le 21 janvier 2006. En Belgique, elle était diffusée sur RTL-TVI en 1992. En Suisse, elle était diffusée sur TSR. Les show runners de cette saison sont Matt Groening, James L. Brooks et Sam Simon.
La saison est proposée dans deux catégories des Emmy Awards et remporte celui du meilleur programme d'animation de moins d'une heure. Le coffret DVD de la saison est sorti en région 1 le 6 août 2002, en région 2 le 8 juillet 2002, en région 4 le 23 et en région 5 le 18 septembre 2008.

## Production
Sous le signe du poisson est le premier épisode produit pour cette saison, mais Aide-toi, le ciel t'aidera est diffusé en premier. En effet, à cette époque, le personnage de Bart était très populaire et les producteurs voulaient commencer la saison par un épisode dont il serait le personnage principal. En France, l'ordre de première diffusion des épisodes est perturbé. Ainsi le 16 mars 1991, l'épisode Simpson et Delila, à l'origine le deuxième de la saison, est diffusé en premier, le septième épisode, La Fugue de Bart, est diffusé avant le sixième, Mini golf, maxi beauf, le huitième après le dix-septième, le treizième après le quatorzième et le seizième après le dix-neuvième.
La deuxième saison inaugure un nouveau générique raccourci de quinze secondes par rapport à celui de la saison précédente, qui durait une minute et trente secondes. Le générique de la première saison montrait Bart en train de voler un panneau indiquant aux bus de s'arrêter, tandis que la nouvelle version le montre chevauchant son skateboard sur le trottoir et slalomant entre certains personnages apparus durant la saison précédente. Les épisodes de cette nouvelle saison sont introduits par trois génériques de longueurs différentes : la version complète d’une minute et quinze secondes, une version de quarante-cinq secondes et une de vingt-cinq. Cette différence permet de donner aux scénaristes plus de liberté au niveau de la longueur des épisodes.
Cette saison marque l'apparition de plusieurs nouveaux personnages récurrents dont le maire Joe Quimby, Kang et Kodos, Maude Flanders, Bill et Marty, Kent Brockman, Julius Hibbert, Roger Meyers Jr., Tahiti Mel, Lionel Hutz, Nick Riviera, l'avocat aux cheveux bleus, Rainier Wolfcastle, Troy McClure, Willie le jardinier, Hans Taupeman, le Professeur Frink et le vendeur de B.D..

## Réception
À la suite du succès de la première saison durant l'été 1990, la Fox décide de changer l'heure de diffusion des Simpson, dans l'espoir d'augmenter l'audience des créneaux horaires auparavant occupés par les séries Beverly Hills 90210 et Babes. La série n'est donc plus diffusée le dimanche mais le jeudi, toujours à 20 heures. Le programme concurrence ainsi le Cosby Show de la NBC, l'émission la plus regardée à cette époque. Nombre des producteurs, dont James L. Brooks, s'opposent à ce changement : Les Simpson ayant fait partie du top 10 des émissions les plus regardées lorsqu'elle était diffusée le dimanche. Ils craignent en effet que le changement de créneau n'entraîne la perte de téléspectateurs. Tout au long de l'été 1990, plusieurs agences de presse publient des articles sur la prétendue rivalité entre « Bart et Bill » (« Bart » pour Bart Simpson et « Bill » pour Bill Cosby).
À cette époque, la NBC possède 208 stations de télévision, alors que la Fox en exploite 133. Malgré ce handicap, Aide-toi, le ciel t'aidera, premier épisode diffusé en même temps que le Cosby Show, obtient une note moyenne de 18,4 sur l'échelle de Nielsen, ainsi que 29 % de parts d'audience pour la soirée. Selon les notes de la semaine, le programme termine égalité à la huitième place, derrière le Cosby Show qui obtient une note de 18,5. Cependant, les 33,6 millions de téléspectateurs qui ont vu cet épisode font des Simpson l'émission la plus regardée de la semaine, et, aujourd'hui encore, il demeure le plus regardé de l'histoire de la Fox,.
Il faut attendre la troisième saison, et l'épisode Homer la foudre, pour que l'audience des Simpson dépasse celle du Cosby Show. Après un autre changement de case horaire, la série est diffusée à nouveau le dimanche à partir de sa sixième saison.
L'épisode Tu ne déroberas point remporte l'Emmy Award du meilleur programme d'animation de moins d'une heure en 1991. Il est également proposé dans la catégorie du meilleur mixage du son pour une série.

## Épisodes
| № | #  | Titre                                                                                              | Réalisation                                  | Scénario                                                      | Première diffusion             | Code de prod. | Audience (en millions) |
| --- | -- | -------------------------------------------------------------------------------------------------- | -------------------------------------------- | ------------------------------------------------------------- | ------------------------------ | ------------- | ---------------------- |
| 14 | 1  | Aide-toi, le ciel t'aidera (Mauvais quart d'heure) Bart Gets an F                                  | David Silverman                              | David M. Stern                                                | 11 octobre 1990 23 mars 1991   | 7F03          | 33,6                   |
| Bart tente de présenter devant Mme Krapabelle le livre qu'il est censé avoir lu, L'Île au trésor. Le soir, plutôt que de réviser pour son important contrôle d'Histoire du lendemain, il joue aux jeux vidéo et regarde la télé. Le jour suivant, il se fait passer pour malade et ne va pas en cours. Devant rattraper son examen le surlendemain, il prie Dieu de faire en sorte qu'il ne puisse pas retourner à l'école. Le lendemain, les cours sont annulés à cause de la neige qui recouvre Springfield.                                                                            |    | |                                              |                                                               |                                |               |                        |
| 15 | 2  | Simpson et Delila (Simpson et Dalilah) Simpson and Delilah                                         | Rich Moore                                   | Jon Vitti                                                     | 18 octobre 1990 16 mars 1991   | 7F02          | 29,9                   |
| Ayant vu une publicité, Homer utilise un produit miracle permettant de faire repousser les cheveux. Le produit ayant fonctionné, M. Burns décide de le faire passer cadre. Waylon Smithers, jaloux de l'intérêt soudain que son patron porte à son nouveau cadre, décide de lui tendre des pièges. Homer va tenter de les éviter grâce à l'aide de son assistant, Karl. |    | |                                              |                                                               |                                |               |                        |
| 16 | 3  | Simpson Horror Show (La Spéciale Halloween des Simpson I) Treehouse of Horror                      | Wesley Archer, Rich Moore et David Silverman | John Swartzwelder, Jay Kogen, Wallace Wolodarsky et Sam Simon | 24 octobre 1990 30 mars 1991   | 7F04          | 27,4                   |
| La Maison du mauvais rêve : les Simpson emménagent dans une grande maison dans laquelle il se passe des phénomènes paranormaux. Les Damnés ont faim : pendant un barbecue, les Simpson se font enlever par Kang et Kodos. Les extra-terrestres leur offrent alors un festin afin qu'ils grossissent pour qu'ils puissent leur servir de dîner. Le Corbeau : un corbeau pénètre dans l'immense demeure d'un homme riche et le terrorise en répétant inlassablement les mots « Jamais plus... ». Cette partie de l'épisode correspond à une reprise du poème d'Edgar Allan Poe, Le Corbeau. |    | |                                              |                                                               |                                |               |                        |
| 17 | 4  | Sous le signe du poisson (Poisson nucléaire) Two Cars in Every Garage and Three Eyes on Every Fish | Wesley Archer                                | Sam Simon et John Swartzwelder                                | 1er novembre 1990 6 avril 1991 | 7F01          | 26,1                   |
| Bart trouve, dans la rivière près de la centrale nucléaire, un poisson à trois yeux. À la suite de cet événement, une commission d'enquête demande à M. Burns de rendre la centrale conforme sous peine de fermeture. Cette résolution étant extrêmement onéreuse, il ne voit d'autres solutions que celle proposée par Homer de se présenter comme gouverneur de Springfield. |    | |                                              |                                                               |                                |               |                        |
| 18 | 5  | Le Dieu du stade (Homer la mascotte) Dancin' Homer                                                 | Mark Kirkland                                | Ken Levine et David Isaacs                                    | 8 novembre 1990 13 avril 1991  | 7F05          | 26,1                   |
| Durant un match de baseball, Homer descend sur la piste pour encourager l'équipe de Springfield, les Isotopes. Repéré par le président de l'équipe, il est engagé comme mascotte officielle, et suit les Isotopes dans tous leurs matches. Plus tard, il est promu mascotte de l'équipe de Capital City, obligeant le reste de sa famille à y emménager. |    | |                                              |                                                               |                                |               |                        |
| 19 | 6  | Mini golf, maxi beauf (La Crise du mini-golf) Dead Putting Society                                 | Rich Moore                                   | Jeff Martin                                                   | 15 novembre 1990 27 avril 1991 | 7F08          | 25,4                   |
| Après une invitation chez Ned Flanders, Homer est agacé de voir que tous ses voisins sont heureux. Il décide alors de mieux s'occuper de sa famille et emmène Bart jouer au mini-golf. Lorsqu'un tournoi s'organise, Homer parie avec Ned que Bart peut battre Todd et même remporter le tournoi. |    | |                                              |                                                               |                                |               |                        |
| 20 | 7  | La Fugue de Bart (Mauvaise farce) Bart vs. Thanksgiving                                            | David Silverman                              | George Meyer                                                  | 22 novembre 1990 20 avril 1991 | 7F07          | 25,9                   |
| Lors du dîner de Thanksgiving, Bart enflamme la décoration de Lisa, gâchant la soirée. Ses parents le punissent. Il s'enfuit alors avec Petit Papa Noël. Pour survivre, il donne son sang. Trop faible, il s'effondre dans la rue où il est recueilli par des sans-abris. |    | |                                              |                                                               |                                |               |                        |
| 21 | 8  | Le Saut de la mort (Bart le casse-cou) Bart the Daredevil                                          | Wesley Archer                                | Jay Kogen et Wallace Wolodarsky                               | 6 décembre 1990 29 juin 1991   | 7F06          | 26,2                   |
| Homer et Bart assistent et participent malgré eux à un rallye automobile. En dédommagement de la voiture familiale, l'organisateur leur offre des places pour aller voir le spectacle d'un cascadeur. Bart décide alors de l'imiter et de faire des cascades en skateboard. |    | |                                              |                                                               |                                |               |                        |
| 22 | 9  | Tous à la manif (Marge à l'attaque) Itchy & Scratchy & Marge                                       | Jim Reardon                                  | John Swartzwelder                                             | 20 décembre 1990 4 mai 1991    | 7F09          | 22,2                   |
| Après avoir regardé un épisode d'Itchy et Scratchy, Maggie assomme son père avec un maillet. Marge décide alors de manifester pour que la série soit moins violente. Elle est soutenue par bon nombre des habitants de la ville. |    | |                                              |                                                               |                                |               |                        |
| 23 | 10 | Toute la vérité, rien que la vérité (Accidents de parcours) Bart Gets Hit By A Car                 | Mark Kirkland                                | John Swartzwelder                                             | 10 janvier 1991 11 mai 1991    | 7F10          | 24,8                   |
| La voiture de M. Burns renverse Bart. Lionel Hutz, avocat, conseille alors aux Simpson de porter plainte et de lui demander un dédommagement. Homer refuse dans un premier temps. À la suite d'une offense de la part de son patron, il finit par lui réclamer la somme d'un million de dollars. |    | |                                              |                                                               |                                |               |                        |
| 24 | 11 | Un poisson nommé Fugu (Le Testament d'Homer) One Fish, Two Fish, Blowfish, Blue Fish               | Wesley Archer                                | Nell Scovell                                                  | 24 janvier 1991 18 mai 1991    | 7F11          | 24,2                   |
| Homer mange un sushi au Fugu, un poisson mortel s'il est mal cuisiné. Une erreur est commise lors de sa préparation et le Dr Hibbert annonce à Homer qu'il n'a plus que 22 heures à vivre. Homer dresse alors la liste de tout ce qu'il doit faire avant de mourir. |    | |                                              |                                                               |                                |               |                        |
| 25 | 12 | Il était une fois Homer et Marge (Nos belles années) The Way We Was                                | David Silverman                              | Al Jean, Mike Reiss et Sam Simon                              | 31 janvier 1991 25 mai 1991    | 7F12          | 26,8                   |
| À la suite d'une panne de télévision, Homer et Marge racontent à leurs enfants comment ils se sont rencontrés en 1974. |    | |                                              |                                                               |                                |               |                        |
| 26 | 13 | Tu ne déroberas point (Le 8e commandement) Homer vs. Lisa and the 8th Commandment                  | Rich Moore                                   | Steve Pepoon                                                  | 7 février 1991 11 juin 1991    | 7F13          | 26,2                   |
| Homer installe le câble frauduleusement. Bart et Homer profitent de cette occasion pour inviter leurs amis à regarder respectivement des films pour adultes et le match de boxe de la décennie. |    | |                                              |                                                               |                                |               |                        |
| 27 | 14 | Jamais deux sans toi (L'Âme sœur) Principal Charming                                               | Mark Kirkland                                | David M. Stern                                                | 14 février 1991 8 juin 1991    | 7F15          | 23,9                   |
| Homer est chargé par Marge de trouver un mari pour sa sœur Selma. Lorsqu'il est convoqué dans le bureau du principal Skinner, il pense qu'il pourrait être un bon parti pour sa belle-sœur et l'invite à un dîner en sa compagnie. Lors de ce dîner, Skinner tombe amoureux de Patty. |    | |                                              |                                                               |                                |               |                        |
| 28 | 15 | Fluctuat Homergitur (Le Frère prodigue) Oh Brother, Where Art Thou?                                | Wesley Archer                                | Jeff Martin                                                   | 21 février 1991 15 juin 1991   | 7F16          | 26,8                   |
| Abraham annonce à Homer qu'il a eu un fils avec une foraine. Les Simpson partent alors à la recherche de ce demi-frère. Lorsqu'ils le retrouvent à Détroit, ils s'aperçoivent qu'Herbert est un riche homme d'affaires. |    | |                                              |                                                               |                                |               |                        |
| 29 | 16 | Une vie de chien (Chien fou) Bart's Dog Gets an F                                                  | Jim Reardon                                  | Jon Vitti                                                     | 7 mars 1991 22 août 1991       | 7F14          | 23,9                   |
| Les Simpson envoient Petit Papa Noël, le chien de la famille, dans une école de dressage à la suite des nombreuses bêtises qu'il a commises. |    | |                                              |                                                               |                                |               |                        |
| 30 | 17 | Un amour de grand-père (L'Héritage) Old Money                                                      | David Silverman                              | Jay Kogen et Wallace Wolodarsky                               | 28 mars 1991 22 juin 1991      | 7F17          | 21,2                   |
| Abraham tombe amoureux, peu avant que les Simpson l'emmènent à un safari. À son retour, il apprend que sa dulcinée est décédée, et qu'elle lui a légué une importante somme d'argent. N'arrivant pas à profiter de cet héritage, il décide de l'offrir aux plus nécessiteux. |    | |                                              |                                                               |                                |               |                        |
| 31 | 18 | Le Pinceau qui tue (Beauté intérieure) Brush With Greatness                                        | Jim Reardon                                  | Brian K. Roberts                                              | 11 avril 1991 20 août 1991     | 7F18          | 20,6                   |
| Homer entreprend un régime. Marge reprend la peinture et remporte le premier prix à la galerie d'art de Springfield. M. Burns la repère et l'engage pour le peindre pour l'inauguration de l'aile le concernant au musée de la ville. |    | |                                              |                                                               |                                |               |                        |
| 32 | 19 | Mon prof, ce héros au sourire si doux (Le Béguin de Lisa) Lisa's Substitute                        | Rich Moore                                   | Jon Vitti                                                     | 25 avril 1991 21 août 1991     | 7F19          | 17,7                   |
| La maîtresse de Lisa est malade et se fait remplacer par M. Bergstrom. Lisa et Mme Krapabelle tombent immédiatement sous son charme. Pendant que Bart essaye de se faire élire président de la classe de CM1 face à Martin, Marge invite le professeur de Lisa à dîner. |    | |                                              |                                                               |                                |               |                        |
| 33 | 20 | La Guerre des Simpson The War of the Simpsons                                                      | Mark Kirkland                                | John Swartzwelder                                             | 2 mai 1991 23 août 1991        | 7F20          | 19,7                   |
| Éméché, Homer ruine la soirée organisée par Marge. Celle-ci décide alors d'inscrire son couple à une thérapie organisée par le révérend Lovejoy au lac du Poisson chat. Durant ce séjour, Homer n'a qu'une seule obsession, pêcher le Général Sherman, un poisson-chat de deux cents kilos. |    | |                                              |                                                               |                                |               |                        |
| 34 | 21 | Un pour tous, tous contre un (Trois hommes et une bédé) Three Men and a Comic Book                 | Wesley Archer                                | Jeff Martin                                                   | 9 mai 1991 26 août 1991        | 7F21          | 21,0                   |
| Bart, Martin et Milhouse s'affrontent pour réunir en premier assez d'argent pour acheter au vendeur de BD le premier numéro de la bande-dessinée Radioactive Man. |    | |                                              |                                                               |                                |               |                        |
| 35 | 22 | Le sang, c'est de l'argent (Transfusion sanguine) Blood Feud                                       | David Silverman                              | George Meyer                                                  | 11 juillet 1991 27 août 1991   | 7F22          | 17,3                   |
| Ayant le même groupe sanguin que M. Burns, Bart lui transfuse son sang lorsque le vieux milliardaire fait une crise anémique. Pour le remercier, Burns lui écrit une lettre. Pensant recevoir un don pécuniaire, Homer lui écrit une lettre dans laquelle il réclame son dû. Marge l'empêche de la poster, mais le lendemain Bart le fait. |    | |                                              |                                                               |                                |               |                        |

## Célébrités invitées
La série les Simpson fait souvent appel à des guest-stars afin qu'elles prêtent leur voix à certains personnages ou interprètent leur propre rôle. Beaucoup de celles-ci faisaient à l'époque partie de l'équipe du Saturday Night Live. Quatorze célébrités font partie du casting de cette deuxième saison. Le premier invité est l'acteur ayant prêté sa voix au personnage de Dark Vador dans la trilogie des Star Wars, James Earl Jones, narrant la section « Le Corbeau » de l'épisode spécial Halloween, Simpson Horror Show. Tony Bennett est la première célébrité invitée dans les Simpson pour y interpréter son propre rôle, dans l'épisode Le Dieu du stade. Tom Poston double Bigboule dans le même épisode. Dans Tous à la manif, Alex Rocco prête sa voix pour la première fois au fils du créateur d'Itchy & Scratchy, Roger Meyers Jr.
George Takei, interprète original du lieutenant Sulu dans la série des Star Trek, double le serveur du restaurant à sushis The Happy Sumo, Akira, dans l'épisode Un poisson nommé Fugu. Dans les saisons suivantes, c'est Hank Azaria qui prêtera sa voix à ce personnage. Dans l'épisode Il était une fois Homer et Marge, Marge évoque son petit ami de l'époque, Artie Ziff, doublé par l'acteur californien Jon Lovitz. Il double aussi Dean Lombardo le professeur de peinture de Marge dans Le Pinceau qui tue. L'épisode Toute la vérité, rien que la vérité marque la première des 24 apparitions de l'avocat Lionel Hutz et de son doubleur Phil Hartman. Après l'assassinat de ce dernier, le personnage est supprimé de la série en 1998. Le frère d'Homer, Herbert Powell, qui apparaît dans Fluctuat Homergitur et à nouveau dans Le Retour du frère prodigue, la saison suivante, est doublé par Danny DeVito.
L'animatrice Tracey Ullman, qui a contribué à faire connaître les Simpson grâce à son show, est conviée à tenir le rôle d'Emily Winthrop, dresseuse de chiens, dans Une vie de chien. L'actrice Audrey Meadows, alors âgée de 69 ans, interprète la petite-amie du grand-père Simpson, Bea Simmons, dans l'épisode Un amour de grand-père. Le batteur des Beatles, Ringo Starr, interprète son propre rôle dans Le Pinceau qui tue. Dustin Hoffman prête sa voix au remplaçant de Mademoiselle Hoover, Monsieur Bergstrom, dans l'épisode Mon prof, ce héros au sourire si doux. Enfin, dans Un pour tous, tous contre un, Cloris Leachman interprète la vieille Madame Glick pendant que l'histoire est narrée par Daniel Stern.

## Sortie VHS et DVD
Avant la parution du coffret, cette saison est sortie en cassettes VHS. Onze épisodes de la saison sont d'abord répartis entre les volumes 7 à 13 dans la collection Les Simpson - Collection, sortis entre le 19 mai 1993 et le 14 mai 1995. Deux coffrets cassettes rassemblant l'ensemble de la saison sont ensuite sortis le 7 novembre 2000.
la deuxième saison est distribué par la 20th Century Studios Home Entertainment soit onze ans après sa diffusion à la télévision. Le coffret contient des bonus, des storyboard, des commentaires pour chaque épisode, et bien plus encore.
| L'intégrale de la saison 2 | | | |
| Détails, | Détails, | Détails, | Bonus, |
| - 22 épisodes - 4 disques - Aspect ratio 1.33:1 - Langues : - Anglais (Dolby Digital 5.1, avec sous-titres) - Français (Dolby Digital 2.0 Surround) - Espagnol (Dolby Digital 2.0 Surround, avec sous-titres) | - 22 épisodes - 4 disques - Aspect ratio 1.33:1 - Langues : - Anglais (Dolby Digital 5.1, avec sous-titres) - Français (Dolby Digital 2.0 Surround) - Espagnol (Dolby Digital 2.0 Surround, avec sous-titres) | - 22 épisodes - 4 disques - Aspect ratio 1.33:1 - Langues : - Anglais (Dolby Digital 5.1, avec sous-titres) - Français (Dolby Digital 2.0 Surround) - Espagnol (Dolby Digital 2.0 Surround, avec sous-titres) | - Commentaires audio pour chaque épisode - Bart aux American Music Awards datant du 28 janvier 1991 (avec ou sans les commentaires) - Clip vidéo Deep, Deep Trouble (avec ou sans commentaires) - Clip vidéo Do the Bartman (Director's Cut avec ou sans les commentaires) - Publicités Butterfinger - David Silverman : Création d'un épisode - Présentation aux Emmy Awards datant du 16 septembre 1990. - Interview inédite de James L. Brooks et Matt Groening - "La création artistique des Simpson" : Aide-toi, le ciel t'aidera, La Fugue de Bart, (Storyboard) premiers croquis et dessins, Couvertures de Magazines. - Extraits internationaux - Sous le signe du poisson - Français - Allemand - Hongrois - Portugais - Espagnol |
| Dates de sorties | | | - Commentaires audio pour chaque épisode - Bart aux American Music Awards datant du 28 janvier 1991 (avec ou sans les commentaires) - Clip vidéo Deep, Deep Trouble (avec ou sans commentaires) - Clip vidéo Do the Bartman (Director's Cut avec ou sans les commentaires) - Publicités Butterfinger - David Silverman : Création d'un épisode - Présentation aux Emmy Awards datant du 16 septembre 1990. - Interview inédite de James L. Brooks et Matt Groening - "La création artistique des Simpson" : Aide-toi, le ciel t'aidera, La Fugue de Bart, (Storyboard) premiers croquis et dessins, Couvertures de Magazines. - Extraits internationaux - Sous le signe du poisson - Français - Allemand - Hongrois - Portugais - Espagnol |
| Région 1 | Région 2 | Région 4 | - Commentaires audio pour chaque épisode - Bart aux American Music Awards datant du 28 janvier 1991 (avec ou sans les commentaires) - Clip vidéo Deep, Deep Trouble (avec ou sans commentaires) - Clip vidéo Do the Bartman (Director's Cut avec ou sans les commentaires) - Publicités Butterfinger - David Silverman : Création d'un épisode - Présentation aux Emmy Awards datant du 16 septembre 1990. - Interview inédite de James L. Brooks et Matt Groening - "La création artistique des Simpson" : Aide-toi, le ciel t'aidera, La Fugue de Bart, (Storyboard) premiers croquis et dessins, Couvertures de Magazines. - Extraits internationaux - Sous le signe du poisson - Français - Allemand - Hongrois - Portugais - Espagnol |
| 6 août 2002 | 26 juin 2002 | 23 juillet 2002 | - Commentaires audio pour chaque épisode - Bart aux American Music Awards datant du 28 janvier 1991 (avec ou sans les commentaires) - Clip vidéo Deep, Deep Trouble (avec ou sans commentaires) - Clip vidéo Do the Bartman (Director's Cut avec ou sans les commentaires) - Publicités Butterfinger - David Silverman : Création d'un épisode - Présentation aux Emmy Awards datant du 16 septembre 1990. - Interview inédite de James L. Brooks et Matt Groening - "La création artistique des Simpson" : Aide-toi, le ciel t'aidera, La Fugue de Bart, (Storyboard) premiers croquis et dessins, Couvertures de Magazines. - Extraits internationaux - Sous le signe du poisson - Français - Allemand - Hongrois - Portugais - Espagnol |